# Ute-und-Wolfram-Neumann-Stiftung

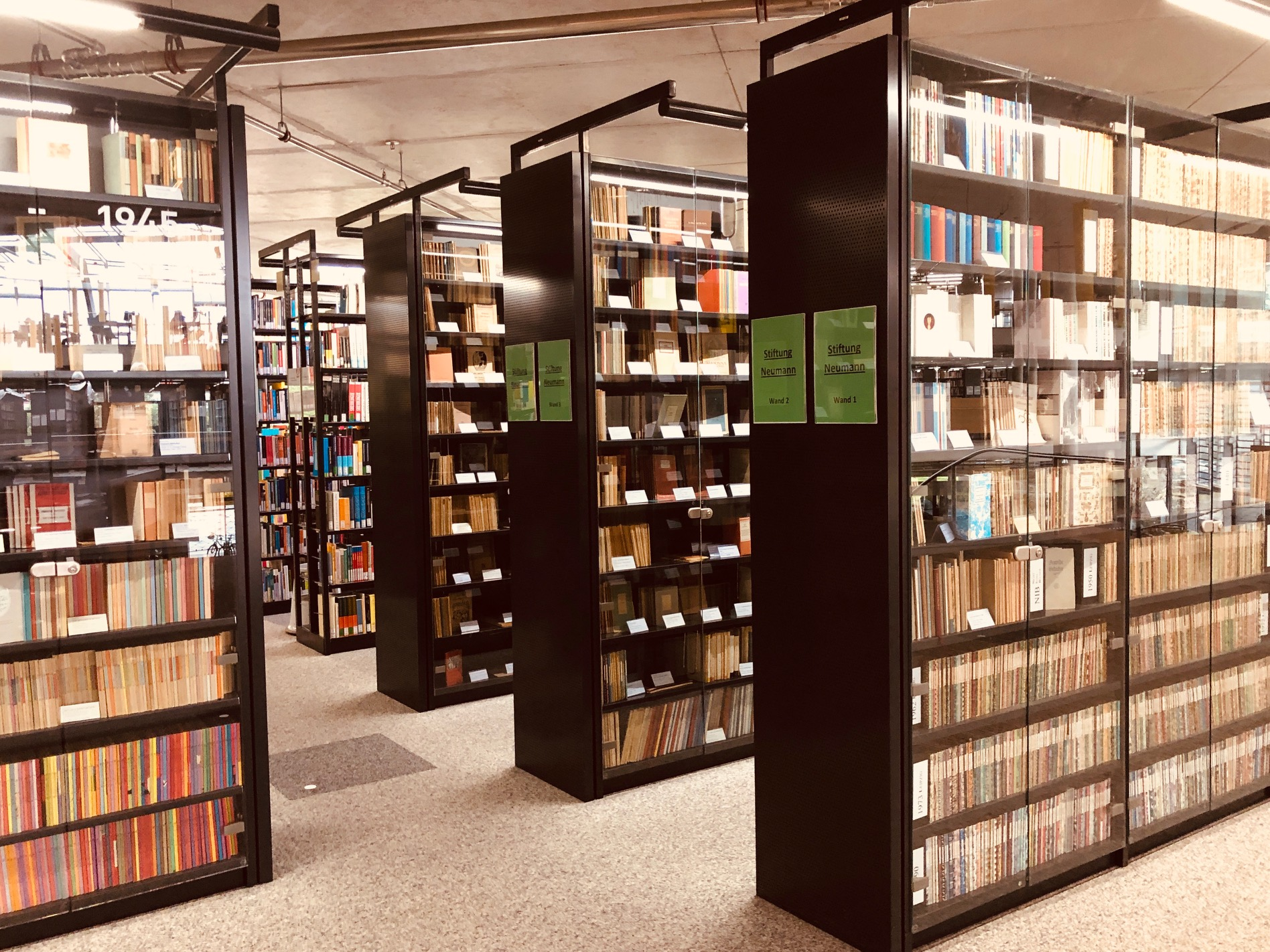
Teilansicht der Sammlung der Neumannstiftung in der Universitätsbibliothek Magdeburg.

Die Ute-und-Wolfram-Neumann-Stiftung hat sich der Erhaltung und Pflege der Buchkultur – auch im Verhältnis zu anderen Medien – verschrieben, indem sie Entstehung, Bedeutung und Einfluss literarisch wertvoller Buchreihen auf Bildung und Bewusstsein untersucht und einer größeren Öffentlichkeit bekannt macht.

## Sammlung Neumann
Kern der Stiftung ist die Sammlung Neumann. Sie ist das Ergebnis langjähriger Recherche- und Sammlungstätigkeit von Ute und Wolfram Neumann und besteht aus nahezu allen Exemplaren eines großen Teils der Buchreihen, die im deutschsprachigen Raum im 20. Jahrhundert (und darüber hinaus) erschienen sind.
Inzwischen besteht die Sammlung aus rund 2.150 Buchreihen mit insgesamt rund 30.500 Bänden. Geschichtlich erstreckt sie sich vom Kaiserreich über die Weimarer Republik, die Hitlerdiktatur, die Teilung Deutschlands bis zur Wiedervereinigung und in die unmittelbare Gegenwart. Einige sehr frühe hier gesammelte Reihen reichen in die erste Hälfte des 19. Jahrhunderts und sogar bis ins späte 18. Jahrhundert zurück. Die Sammlung dient zugleich als Quellenmaterial für literatursoziologische und kulturhistorische Forschungen vor allem an der Otto-von-Guericke-Universität Magdeburg.

Zu den Reihen gehören u. a.: Reihe Pandora, Reihe Piper, Weberschiffchen, Seemanns Bibliothek der Kunstgeschichte, Bücherei des Schocken Verlags. Zu den besonderen Sammlungsstücken gehört die Insel-Bücherei, die hier vollständig präsentiert wird, inkl. Band 313. Die Auflage dieses Bandes – Wolfgang Kayser: Gedichte des Barock Leipzig 1943 – wurde bei der Zerstörung des Verlagshauses im Zweiten Weltkrieg (1943) fast vollständig vernichtet.

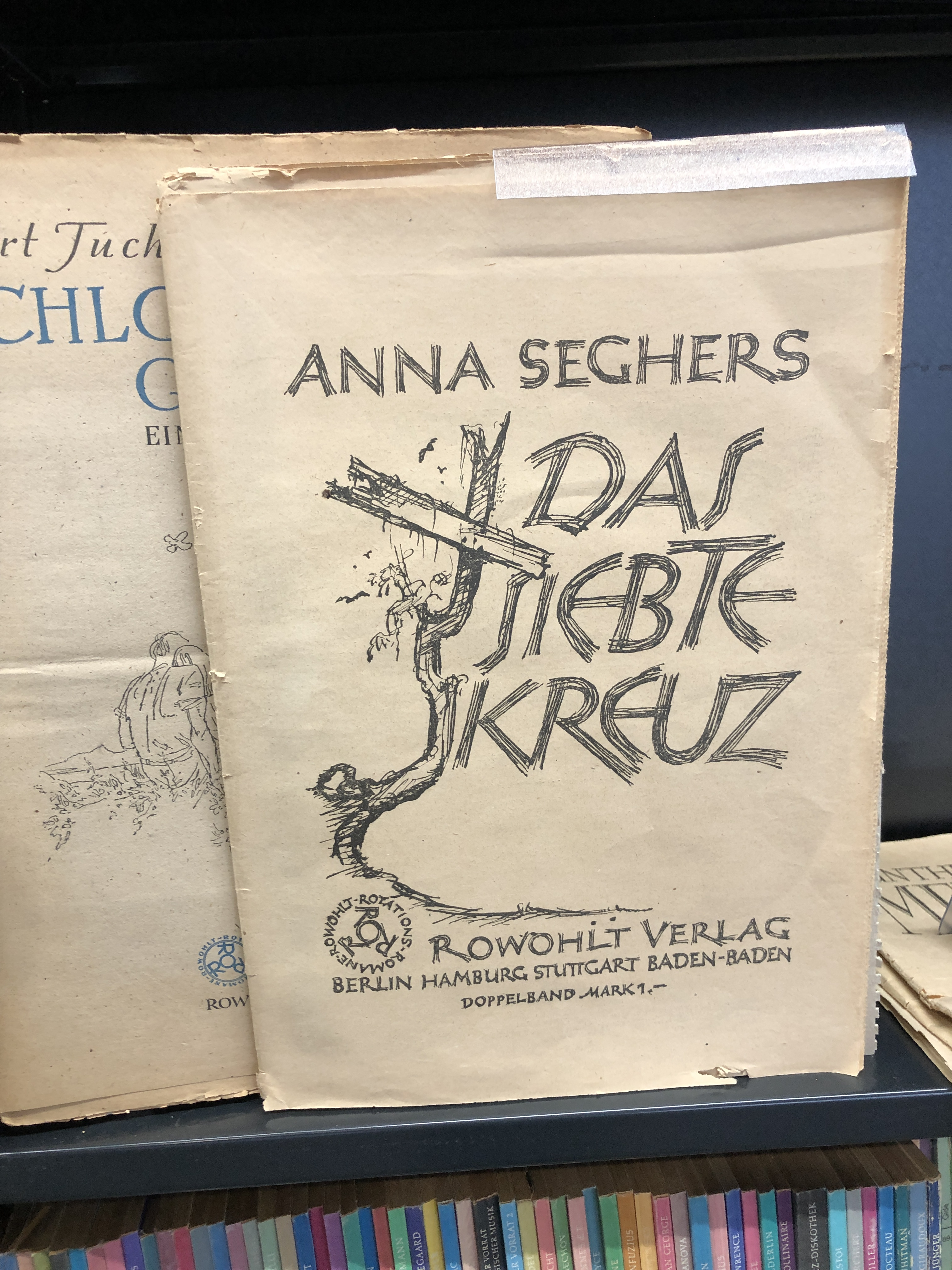
Anna Seghers Das siebte Kreuz von 1948 ist Teil der Sammlung der Neumannstiftung in der Universitätsbibliothek Magdeburg.

Die Buchreihensammlung der Stiftung Neumann wurde 2003 anlässlich des Neubaus der Universitätsbibliothek Magdeburg übergeben. Sie befindet sich in insgesamt 12 Regalblöcken im Publikumsbereich der Bibliothek (erstes Obergeschoss) und kann dort täglich besichtigt werden. Die Bücher dieser Sammlung können im Katalog der Universitätsbibliothek Magdeburg unter Signaturengruppe „STN“ angezeigt werden. 

## Auszeichnungen

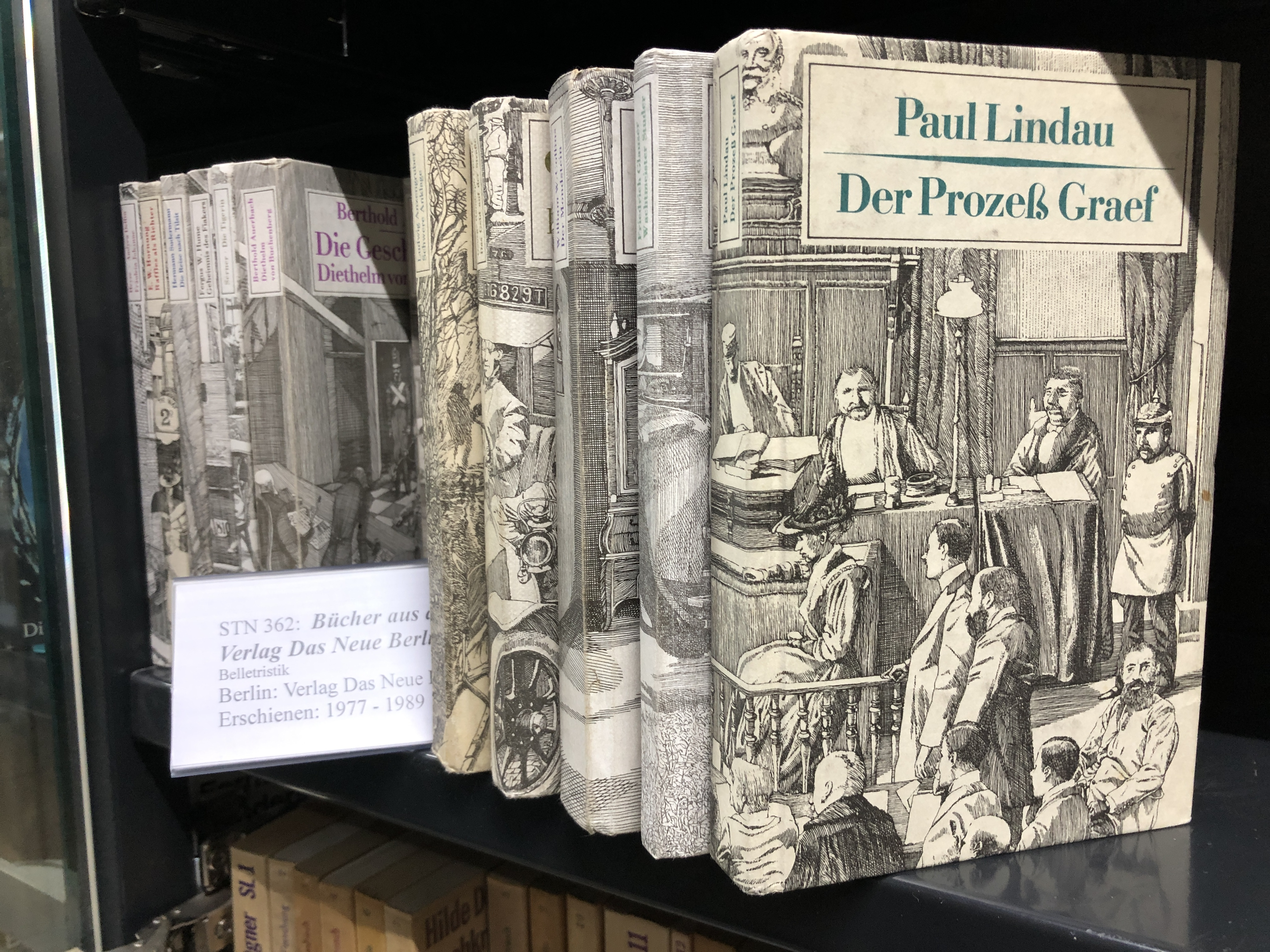
Paul Lindaus Der Prozeß von 1985 ist Teil der Sammlung der Neumannstiftung in der Universitätsbibliothek Magdeburg.

Der Ministerpräsident des Landes Sachsen-Anhalt, Reiner Haseloff, zeichnete im Januar 2022 Wolfram Neumann, der diese Sammlung begann und weiterentwickelt, mit der Verdienstmedaille des Ministerpräsidenten des Landes Sachsen-Anhalt aus. Gewürdigt werden damit seine besonderen Leistungen zum Erhalt der Buchkultur.

## Ausstellungen
Aus der Forschungstätigkeit der Stiftung sind mehrerer Ausstellungen an der Universitätsbibliothek Magdeburg hervorgegangen, u. a.:
- 1. Dezember 2014 bis 31. Januar 2015: „Weltliteratur – Feldliteratur“, eine Ausstellung zu Buchreihen im Ersten Weltkrieg. Katalog siehe unten.
- 17. September 2019 bis 15. November 2019: Bücher für die Front. Feldpostreihen des Zweiten Weltkriegs; eine Ausstellung zu Buchreihen im Zweiten Weltkrieg. Katalog siehe unten.